# Grayia
Grayia é um género de cobras colubrídeas onde se classificam cobras aquáticas africanas.

## Espécies
- Grayia caesar (Günther, 1863)
- Grayia ornata (Bocage, 1866)
- Grayia smythii (Leach, 1818)
- Grayia tholloni (Mocquard, 1897)